# 紐伯恩 (喬治亞州)
紐伯恩（英語：Newborn）是一個位於美國喬治亞州牛頓縣的城市。

## 地理
紐伯恩的座標為33°31′01″N 83°41′40″W / 33.51694°N 83.69444°W，而該地的平均海拔高度為223米（即732英尺）。

## 人口
根據2010年美國人口普查的數據，紐伯恩的面積為29.20平方千米，當中陸地面積為29.10平方千米，而水域面積為0.00平方千米。當地共有人口696人，而人口密度為每平方千米23.84人。